# Tous mes copains
Singles de Sylvie Vartan
Le Loco-motion
(1962) Chance / Il revient / Reponds-moi / Tous les gens
(1963)
Clip vidéo
[vidéo] « Tous mes copains (live officiel) », sur YouTube
Tous mes copains est une chanson de Sylvie Vartan issu de son album de 1962 Sylvie. Elle a également été publié 
sur un EP et en single la même année.

## Développement et composition
La chanson a été écrite par Jean-Jacques Debout.

## Performance commerciale
La chanson a atteint le top 10 en France (selon le magazine americain Billboard), et numéro 12 en Wallonie (Belgique francophone).

## Liste des pistes
Single 7" 45 tours M'amuser / Tous mes copains RCA Victor 45.259 (1962)
A. M'amuser
B. Tous mes copains
EP 7" 45 tours Moi je pense encore à toi / Dansons / M'amuser / Tous mes copains RCA Victor 76.602 S, 86602 (1963, France etc.)
A1. Moi je pense encore à toi (Breaking Up Is Hard to Do) (2:05)
A2. Dansons (Let's Dance) (1:55)
B1. M'amuser (2:33)
B2. Tous mes copains (2:30)
Single 7" 45 tours RCA Victor 45N-1338 (1963, Italy)
A. Tous mes copains (2:30)
B. Quand le film est triste (3:05)

## Classements
| Classement (1968)                       | Meilleure position |
| --------------------------------------- | ------------------ |
| Belgique (Wallonie Ultratop 50 Singles) | 12                 |

## Versions et reprises
La chanson a été reprise en italien par Franca Alinti (sous le titre Tutti i ragazzi (Tous mes copains)).